# Шантобе
Шантобе́ (каз. Шаңтөбе) — посёлок городского типа в Акмолинской области Казахстана (в 160 км от областного центра — Кокшетау). Находится в подчинении у администрации города Степногорска, хотя расположен в 250 км к западу от него. Административный центр Шантобинской поселковой администрации. Код КАТО — 111845100.
Название в переводе с казахского языка означает «Пыльная сопка».

## История
Посёлок основан в 1956 году в связи с началом разработки урановой руды месторождения «Балкашинское». В 7 километрах от посёлка работала шахта, на которой добывалась урановая руда. В посёлке находится Рудоуправление № 1 Степногорского горно-химического комбината.

## Население
| Численность населения | Численность населения | Численность населения | Численность населения | Численность населения | Численность населения | Численность населения | Численность населения | Численность населения | Численность населения | Численность населения | Численность населения |
| 1970                  | 1979                  | 1989                  | 1999                  | 2009                  | 2010                  | 2011                  | 2012                  | 2013                  | 2014                  | 2015                  | 2016                  |
| --------------------- | --------------------- | --------------------- | --------------------- | --------------------- | --------------------- | --------------------- | --------------------- | --------------------- | --------------------- | --------------------- | --------------------- |
| 5891                  | ↗6586                 | ↗8400                 | ↘4730                 | ↘4214                 | ↘4100                 | ↘4087                 | ↘4035                 | ↘3985                 | ↘3885                 | ↘3782                 | ↘3708                 |
| 2017                  | 2018                  | 2019                  |                       |                       |                       |                       |                       |                       |                       |                       |                       |
| ↘3645                 | ↘3638                 | ↘3543                 |                       |                       |                       |                       |                       |                       |                       |                       |                       |

## Транспорт
Ранее на окраине посёлка находилась станция Балапан узкоколейной железной дороги Атбасар — Промышленная (в 2013 году железная дорога разобрана). Автобусное сообщение с городами Астана и Кокшетау.

## Религия
Православные храмы
Шантобе административно относится к Кокшетаускому городскому благочинению Кокшетауской и Акмолинской епархии Казахстанского митрополичьего округа Русской православной церкви (МП).

## Знаменитые люди
- Ветчинов, Денис Васильевич — Герой Российской Федерации.